# Altlotzin

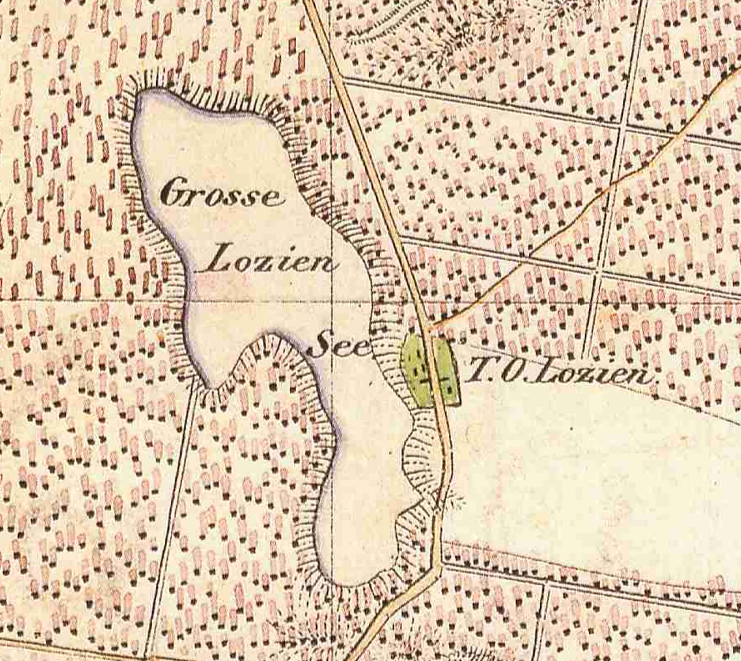
Wohnplatz Altlotzin und Großer Lotzinsee, Ortsteil Groß Schönebeck, Gemeinde Schorfheide, Lkr. Barnim, Brandenburg, Ausschnitt aus dem Urmesstischblatt 3047 Groß Schönebeck von 1825

Altlotzin, früher Lotzin bzw. Forsthaus Lotzin ist ein Wohnplatz im Ortsteil Groß Schönebeck der Gemeinde Schorfheide im Landkreis Barnim in Brandenburg, Deutschland. Der Ort wurde vor 1735 als Teerofensiedlung begründet. Nach 1845 wurde der Teerofenbetrieb aufgegeben, und eines der Gebäude wurde dann als Forsthaus genutzt.

## Lage
Der Wohnplatz Altlotzin liegt am Ostufer des Großen Lotzinsees, etwa 2,6 km südsüdwestlich von Groß Dölln und 6,9 km nördlich vom Ortskern von Groß Schönebeck. Er ist über eine kleine Fahrstraße von Groß Schönebeck nach Groß Dölln zu erreichen.

## Geschichte
1737 wird erstmals ein Teerofen am Großen Lotzinsee erwähnt. Der Große Lotzinsee bildete die Grenze des Amtes Liebenwalde zum Amt Zehdenick; der See gehörte bereits zum Amt Zehdenick. 1737 hatte die Teerbrennerin Maria Schönebeck, die Witwe eines Zoch, den Teerofen auf 6 Jahre gepachtet. Dazu gehörte Land zu 12 bis 16 Scheffel Roggensaat und eine Wiese, auf der 9 bis 11 Fuder Heu gemacht werden konnten. 1756 wurde der Teerofen vom Teerbrenner Eichholz betrieben. In der Schmettaukarte wird die Lokalität als Lutziensche T.O. benannt; auch der Lotzinsee ist als Lutzien See verzeichnet. 1768 wurden die Teeröfen bei der Lottsche, zu Lotzien und im Rehluch an ein Konsortium der vier Teerschweler Eichholz, Pech, Bayer und Haberland verpachtet. Eine erneute Verpachtung der Teeröfen datiert von 1794.
Der Topograph Friedrich Wilhelm August Bratring beschrieb die Siedlung 1801 als Theerofen, in dem Groß-Schönebeckschen Forst, unweit Döllen, nebst 2 Einlieger, mit zwei Wohnhäusern und 15 Einwohnern. 1816 hatte die Siedlung 13 Einwohner. 1840 standen hier sogar drei Wohnhäuser, die von 22 Personen bewohnt wurden. Der Teerofen war anscheinend noch voll in Betrieb. Nach 1845 ging der Teerofen ein.
1860 war der Wohnplatz bereits Forstaufseherhaus. Die Försterei war der Oberförsterei Groß Schönebeck untergeordnet. Es standen nur noch ein Wohnhaus und zwei Wirtschaftsgebäude; das Gehöft hatte 8 Einwohner. 1871 hatte der Wohnplatz 5 Einwohner. 1885 hatte der Wohnplatz fünf Bewohner und 1895 sieben Bewohner. 1925 hatte der Wohnplatz wieder fünf Einwohner.

## Kommunale Zugehörigkeit
Der Wohnplatz gehörte ursprünglich zum Amt Liebenwalde. Mit Einführung der Gutsbezirke wurde das Forsthaus Lotzin (spätestens 1860) dem Gutsbezirk Forst Groß-Schönebeck zugewiesen. Mit der Auflösung der Ämter, also auch des Amts Liebenwalde, kam der Gutsbezirk Forst Groß-Schönebeck zum fast gleichnamigen Amtsbezirk 50 Großschönebeck Forst im Kreis Niederbarnim, dem allerdings noch der Gemeindebezirk Schluft mit dem Gut Uhlenhof und dem Vorwerk Karpfenteich zugewiesen wurde. Amtsvorsteher wurde der damalige Oberförster Adolf Witte in der Oberförsterei Groß Schönebeck, sein Stellvertreter der Premier-Lieutenant Bernhard Zielke in Uhlenhof,
1929 wurde der Gutsbezirk Groß Schönebeck Forst stark verkleinert und mit dem Restgutsbezirk Pechteich zu einem Gutsbezirk Schorfheide, Anteil Niederbarnim zusammengelegt. Das Forsthaus Lotzin wurde in die Gemeinde Groß Schönebeck eingemeindet. Es war dann 1932 und 1950 ein Wohnplatz der Gemeinde Groß Schönebeck.
Der Wohnplatz wurde zu einem nicht bekannten Zeitpunkt nach 1950 (nach 1980?) in Altlotzin umbenannt. Das Historische Ortslexikon von Brandenburg von 1980 führt den Wohnplatz noch unter Lotzin auf.
Zum 26. Oktober 2003 fusionierten die Gemeinden Finowfurt und Groß Schönebeck zur neuen Gemeinde Schorfheide. Groß Schönebeck ist seither ein Ortsteil der Gemeinde Schorfheide. Altlotzin wird vom Kommunalverzeichnis des Landes Brandenburg als Wohnplatz aufgeführt.

## Liste der Förster
- ab 1. Juli 1867 bis 30. Juni 1869 Förster Hermann Scheer, vorher Jäger, er wurde mit Amtsantritt zum Förster ernannt,[14] nachher in der Försterei Löcknitz (Oberförsterei Gramzow), danach in der Försterei Schmelze (Oberförsterei Glambeck)
- ab 1. Juli 1869 bis 30. Juni 1875 Förster Franz Zierach (* 2. September 1827 in Niederfinow), vorher Jäger, wurde mit der Stellenvergabe zum Förster ernannt,[15] wurde in die Försterei Pechteich (Oberförsterei Groß Schönebeck, später Oberförsterei Pechteich) versetzt[16]
- ab 1. Juli 1875 bis 30. April 1890 Förster Victor Ernst Julius Kamper (* 19. Januar 1839 in Pfaffendorf bei Liegnitz, † 2. Oktober 1892), zuvor Jäger und Forstaufseher in der Oberförsterei Tegel, mit Amtsantritt zum Förster ernannt,[16] wurde 1890 in die Försterei Eichheide (Oberförsterei Pechteich) versetzt[17]
- ab 1. Mai 1890 bis 30. Juni 1902 Förster Wilhelm Petzer (* 22. Oktober 1848 in Klein Glienicke), bisher in der Försterei Hammelstall (Oberförsterei Neuendorf),[18] wurde in die Försterei Tremmersee (Oberförsterei Groß Schönebeck) versetzt[19][20]
- 1. Juli 1902 bis (1918) Förster Otto Brandt (* 7. Juni 1863 in Stücken, † 1. Oktober 1928), Diensteintritt: 1. Juli 1902,[21] vorher Forstaufseher in Britz in der Oberförsterei Chorin, wurde mit Stellenantritt zum Förster ernannt,[22] 1918 Hegemeister[23]